# Сабактур
Сабакту́р (рос. Сабактур, марій. Савактӱр) — присілок у складі Марі-Турецького району Марій Ел, Росія. Входить до складу Косолаповського сільського поселення.

## Населення
Населення — 59 осіб (2010; 66 у 2002).
Національний склад (станом на 2002 рік):
- марійці — 100 %